# تيتو جاكسون
توريانو أداريول «تيتو» جاكسون (بالإنجليزية: Tito Jackson)‏ (ولد في 15 أكتوبر 1953 – 15 سبتمبر 2024) مغني وكاتب أغاني وعازف غيتار أميركي، وعضوًا أصليًا في فرقة الجاكسون 5 وفرقة الجاكسون، التي صعدت إلى الشهرة في أواخر ستينيات وسبعينيات القرن العشرين بالتعاون مع موتاون، وسُجل لاحقًا كفنان منفرد على ملصق أيبيك في أواخر السبعينيات والثمانينيات. تيتو هو الابن الثالث في عائلة جاكسون الغنائية.

## حياته الشخصية
تزوج جاكسون من ديلوريس «دي دي» مارتس في يونيو 1972، وتطلق الزوجان في عام 1988.

## روابط خارجية
- تيتو جاكسون على موقع IMDb (الإنجليزية)
- تيتو جاكسون على موقع الموسوعة البريطانية (الإنجليزية)
- تيتو جاكسون على موقع روتن توميتوز (الإنجليزية)
- تيتو جاكسون على موقع ميوزك برينز (الإنجليزية)
- تيتو جاكسون على موقع إن إن دي بي (الإنجليزية)
- تيتو جاكسون على موقع أول ميوزيك (الإنجليزية)
- تيتو جاكسون على موقع ديسكوغز (الإنجليزية)
- تيتو جاكسون على موقع قاعدة بيانات الفيلم (الإنجليزية)